# ゼロ タウン 始まりの地
『ゼロ タウン 始まりの地』（ゼロタウンはじまりのち、ヘブライ語: זייתון）は、エラン・リクリス監督による2012年のイギリス・イスラエルの映画である。2012年のトロント国際映画祭でプレミア上映された。

## ストーリー
1982年のレバノン戦争下のベイルート。撃墜された戦闘機パイロットのヨニ（スティーヴン・ドーフ）はパレスチナ難民の少年ファヘッド（アブダラ・エル・アカル）と出会う。敵対する立場の2人は国境脱出という目的のために手を組む。

## キャスト
| 役名           | 俳優                   | 日本語吹替 |
| -------------- | ---------------------- | ---------- |
| ヨニ           | スティーヴン・ドーフ   | 小山力也   |
| ファヘッド     | アブダラ・エル・アカル | 石田嘉代   |
| シリアの将校   | アリ・スリマン         | 及川ナオキ |
| ルクレール     | アリス・タグリオーニ   | 川島悠美   |
| アブーティ     | ロア・ノフィ           | 坂口候一   |
| パレスチナ兵士 | アシュラフ・バルフム   |            |
| ファヘッド神父 | ヨニ・アビド           | 藤本譲     |

## 製作
ベイルートのシーンの多くはハイファで撮影された。